# Pedro de Berja
Francisco Benavente Molina, (Berja, provincia de Almería, España,1626 ó 1629-San Carlos de Austria (actualmente San Carlos, estado Cojedes), Venezuela, c. 1703
) conocido como Fray Pedro de Berja, fue un misionero capuchino español. Fue célebre principalmente por su labor evangelizadora y la fundación de varios pueblos y ciudades en Venezuela.

## Vida y obra
Hijo de Juan Benavente y María Molina Antolínez, pequeños terratenientes repobladores castellanos, fue el tercero de seis hijos varones.
Al entrar en la orden capuchina, renunció a su nombre y apellidos como era costumbre en dicha orden, en la cual probablemente profesó desde joven en el convento de Motril, desde el que se trasladó a otras casas de la orden hasta recalar en Cádiz.
Cumpliendo con la Real Cédula de Felipe IV de mayo de 1657, se embarcó el 3 de junio de ese mismo año en Cádiz, empujado también, posiblemente, por el hecho de que un hermano menor ya se encontraba en las Indias. Llegaría a finales de agosto a Cumaná, el puerto por el que solían entrar las primeras misiones capuchinas en Venezuela. 
Ese mismo año fue nombrado primer jefe de la Orden Capuchina Franciscana de la región de los Llanos de Caracas, que ocupa la mayor parte del área central de Venezuela, cuya colonización y evangelización dirigió. Sin embargo, antes de llegar a esta región, fundó en el Oriente la población de Santa María de los Ángeles del Guácharo, primer asiento de los capuchinos andaluces en Venezuela, cercano al sistema de cuevas del mismo nombre y el actual Parque nacional El Guácharo.
Llegó a Caracas en 1661, y en abril de ese mismo año ya recorría los Llanos, donde fundó dos pueblos de misión. El primero de ellos a orillas del río Pao, en el que permaneció hasta 1669, año en que continuó su viaje hasta el río Tirgua. Allí fundó en 1672 San Francisco del Tirgua. Ese mismo año fue nombrado superior de todas las misiones capuchinas de los Llanos.
Por decreto de 27 de agosto de 1676, los misioneros capuchinos quedaban autorizados para fundar pueblos en las provincias de Caracas y Cumaná. Así pues, Fray Pedro obtuvo al año siguiente autorización del gobernador para fundar a orillas del mismo río Tirgua una villa que nombró San Carlos de Austria, nacida oficialmente en 1678 y conocido hoy simplemente como San Carlos. Fray Pedro tomó posesión de las tierras, nombró autoridades y dio orden de construir una iglesia. 
Ese mismo año, se convirtió en Prefecto General de las misiones capuchinas de la provincia de Venezuela.
En 1690 dejó el curato de San Carlos de Austria para volver a la actividad misionera, objetivo que se vio frenado por la oposición de otras órdenes.
Murió supuestamente en 1703 o 1704. Se cree que está enterrado en el lugar que ocupó el primer templo, donde hoy día se levanta el Colegio Diocesano Juan Pablo II del pueblo de San Carlos.